# Alsóverecke
Alsóverecke (ukránul: Нижні Ворота [Nizsnyi Vorota]), 1945-ig Нижні Верецьки [Nizsnyi Verecki]) falu Ukrajna Kárpátaljai területén, a Munkácsi járásban.

## Fekvése
A Zavodka-patak Latorcába torkolásánál fekszik. A 20. században Rekeszt (Zagyilszka) csatolták hozzá.

## Nevének eredete
Neve a régi magyar verécke (= kis kapu) főnévből ered, mely egykor gyepűkapura vonatkozott. Az ukrán vorota szintén kaput jelent.

## Története
1263-ban Werezka néven említik először. Már a 12. században lakott volt, 1734-ben mezővárosi rangot kapott, 1715 és 1848 között határőri és harmincadállomás volt itt. 1855 és 1861 között szolgabírói és járási hivatal, valamint pénzügyőrség működött itt. Mint Verhovina központjának híresek voltak vásárai. Görögkatolikus fatemploma 1784-ben, kőtemploma 1860-ban épült. 1910-ben 1935 lakosából 920 ruszin, 799 német és 213 magyar volt. A trianoni békeszerződésig Bereg vármegye Alsóvereckei járásának székhelye volt.

## Népessége
A 2001-es népszámlálás során a lakosság (2602 fő) 99,04%-a ukrán, 0,72% orosz, 0,08% magyar, 0,08% fehérorosz, 0,04% örmény anyanyelvűnek vallota magát.
2019-től 2240 fő.